# El Paraíso (El Paraíso)
El Paraíso è una città dell'Honduras facente parte del dipartimento omonimo.
Già comune nella suddivisione amministrativa del 1889, ottenne lo status di città il 15 maggio 1959.